# Mecklenburgs delningar
För andra betydelser, se Mecklenburg (olika betydelser).

Vapensköld för Huset Mecklenburg.

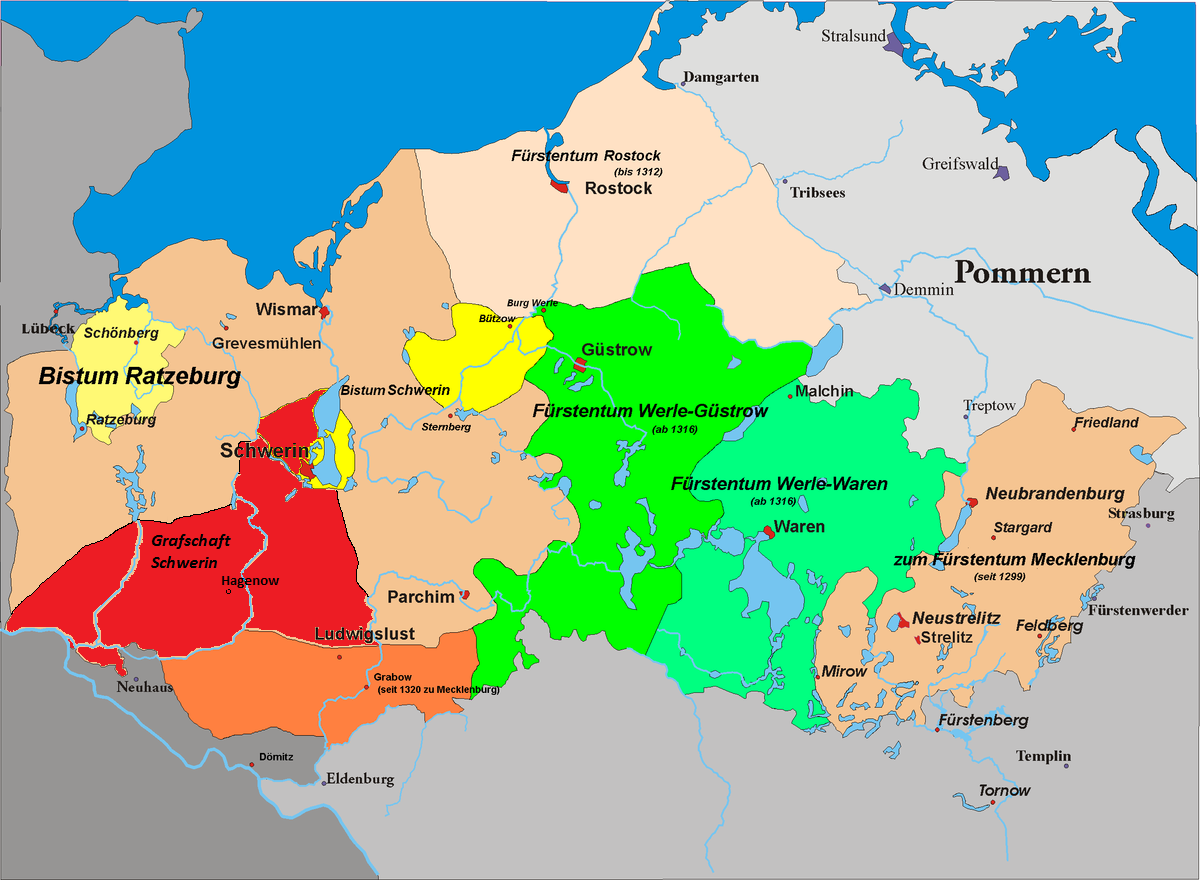
Mecklenburg på 1300-talet.

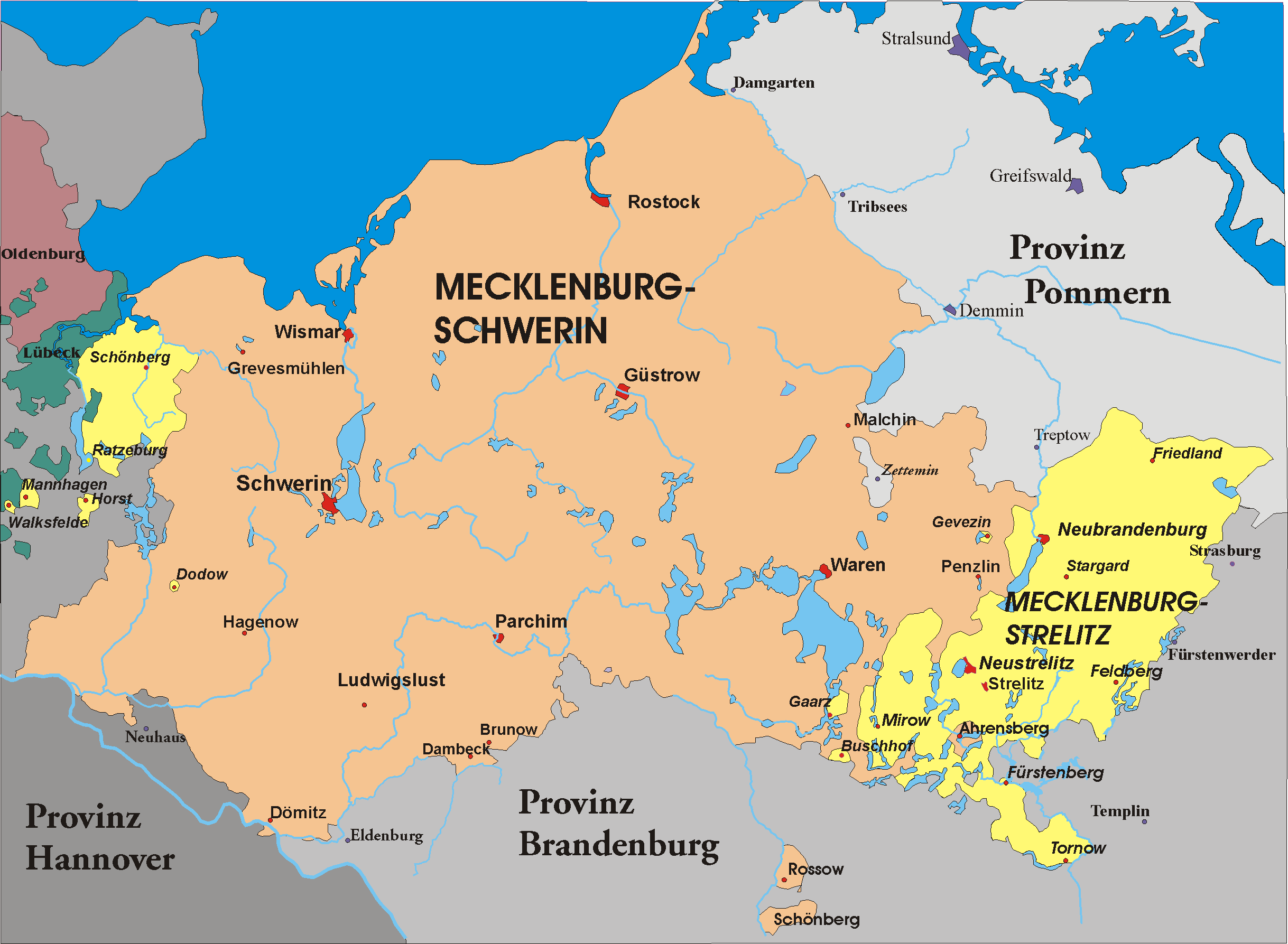
Mecklenburg 1815–1934.

Detta är en översikt över det historiska hertigdömet Mecklenburgs delningar.
Pribislav I (död 1178), son till den siste obotritiske härskaren Niklot (död 1160), var den förste av det furstehus som regerade tills republikanska författningar infördes i Mecklenburg-Schwerin och Mecklenburg-Strelitz 1918. Henrik Lejonet (ca 1129–1195), hertig av Sachsen 1142–1180 och Bayern 1156–1180, hade 1160 besegrat obotriterna, men förlänade huvuddelen av de erövrade områdena till Pribislav.

## De äldsta statsbildningarna
- 1156 blev Ratzeburg som grevskap län under hertigdömet Sachsen.
- 1160 blev Schwerin grevskap inom Tysk-romerska riket.
- 1167 blev Mecklenburg som furstendöme län under Sachsen.

## Feodala delningar och sammanslagningar
- 1171 blev Mecklenburg självständigt furstendöme inom Tysk-romerska riket.
- 1187–1227 var Schwerin och Mecklenburg Danmarks län inom Tysk-romerska riket, men behöll sina egna furstehus.
- 1227 bröts friherrskapen Rostock, Werle (Mecklenburg-Werle, efter borgen Werle intill staden Güstrow) och Parchim-Richenberg ut ur Mecklenburg. Parchim-Richenberg återförenades med Mecklenburg 12??.
- 1230 blev Ratzeburg biskopsdöme styrt av en furstbiskop.
- 1277 bröts friherrskapen Werle-Güstrow och Werle-Parchim ut ur Werle.
- 1283 respektive 1291 återförenades Werle-Parchim och Werle-Güstrow med Werle.
- 1300 sökte Rostock danskt beskydd och blev län under Danmark.
- 1314 blev Rostock Mecklenburgs län under Danmark.
- 1316 delades Werle i friherrskapen Werle-Güstrow och Werle-Goldberg (med centrum i Goldberg i nuvarande Ludwigslust-Parchim).
- 1320 tillföll Grabow (i nuvarande Ludwigslust-Parchim) Mecklenburg, från det tidigare grevskapet Dannenberg som var län under Sachsen.
- 1323 upphörde Danmarks överhöghet över Rostock och friherrskapet uppgick i Mecklenburg.
- 1337 bröts friherrskapet Werle-Waren ut ur Werle-Güstrow.
- Från 1339 fick Albrekt den store av Mecklenburg (1318–1379) inkomsterna från Skånemarknaden i Skanör och Falsterbo, som ersättning för hemgiften för giftermålet med Eufemia Eriksdotter (1317–1380), dotter till hertig Erik Magnusson (ca 1282–1318). 1356 erhöll Albrekt Skanör-Falsterbo som pantlän i 12 år.
- 1348 blev Mecklenburg hertigdöme.
- 1358 tillföll grevskapet Schwerin hertigdömet Mecklenburg och till 1471 delades det förenade området i hertigdömena Mecklenburg-Schwerin och Mecklenburg-Stargard (efter staden Burg Stargard i nuvarande Mecklenburgische Seenplatte).
- 1374 uppgick Werle-Goldberg i Werle-Güstrow.
- Albrekt av Mecklenburg (ca 1338–1412) var kung av Sverige 1363–1389 och hertig av Mecklenburg-Schwerin 1384–1412. 1394 intog hans allierade Vitaliebröderna Gotland som de behöll till 1398. Under 1393 hade de även hållit Bergen i Norge.
- 1425 återförenades Werle-Waren och Werle-Güstrow till friherrskapet Werle.
- 1436 uppgick friherrskapet Werle i Mecklenburg-Stargard.
- 1610–1695 bröts hertigdömet Mecklenburg-Güstrow ut ur Mecklenburg-Schwerin.
- 1631 intog svenska trupper Warnemündes skans och började ta upp tull för Rostock. Inte förrän 1714 upphörde den svenska uppbörden då skansen pantsattes till Mecklenburg-Schwerin.
- Vid westfaliska freden 1648 blev Ratzeburg furstendöme under hertigdömet Mecklenburg-Schwerin. Wismar med exklaverna Poel och Neukloster blev svensk besittning, sammanförda till guvernementet Wismar, dock fortfarande inom Tysk-romerska riket.
- 1658 bröts hertigdömena Mecklenburg-Mirow (efter staden Mirow i nuvarande Landkreis Mecklenburg-Strelitz), Mecklenburg-Grabow och Mecklenburg-Strelitz ut ur Mecklenburg-Schwerin.
- 1675 förenades Mecklenburg-Mirow med Mecklenburg-Grabow.
- 1692 uppgick Mecklenburg-Grabow i Mecklenburg-Schwerin.
- 1701 tillföll Ratzeburg Mecklenburg-Strelitz.
- 1803 pantsatte Sverige Wismar med Poel och Neukloster till Mecklenburg-Schwerin på 100 år. Panten löstes inte in 1903, Sverige avstod från anspråken.
- 1815 blev Mecklenburg-Schwerin och Mecklenburg-Strelitz storhertigdömen inom det då bildade Tyska förbundet.
- 1866–1871 ingick de båda storhertigdömena i Nordtyska förbundet.
- 1871–1918 ingick de båda storhertigdömena i kejsardömet Tyskland.

## Republikansk förvaltning
- 1918 infördes republik och 1919-1933 var de båda Mecklenburg fristater inom Weimarrepubliken.
- 1934 förenades Mecklenburg-Schwerin och Mecklenburg-Strelitz till Land Mecklenburg inom Nazityskland till 1945. Efter andra världskriget var Mecklenburg inom Östtyskland delat mellan bezirken (regeringsområdena) Neubrandenburg, Schwerin och Rostock till 1990.
- 1937 överfördes Ratzeburg till Schleswig-Holstein i samband med Groß-Hamburg-Gesetz, en omfattande revision av lokala administrativa indelningar.
- 1990 förenades Mecklenburg med Vorpommern och blev förbundslandet Mecklenburg-Vorpommern inom det återförenade Tyskland.